# معونة
المعونة هي في الشريعة أمر خارق للعادة يظهر على يد عوام المؤمنين.